# María Nélida Pedernera
María Nélida Pedernera (Las Rosas, Santa Fe, 8 de febrero de 1947) es una escritora, psicóloga y docente argentina, reconocida por su contribución literaria y activismo cultural en Reconquista, Santa Fe.

## Carrera literaria
Pedernera comenzó su carrera literaria en los años 80. Asistió al taller literario «María Angélica Scotti» de la Municipalidad de Reconquista. En 1984, Pedernera ganó el premio «Carlos Eduardo Carranza» del Rotary Club de Santa Fe por su conjunto de cuentos, reconocido por «los valores formales, la homogeneidad del nivel artístico literario, que coinciden en un mensaje de calidad humana expresado en una atmósfera plena de sugerencias». En esos años, fue parte de varias antologías como Fabulaciones y cantares, publicada por Fundación Banco Bica en 1997. Ha colaborado en los periódicos «Edición 4» y en la revista cultural «El Deslindado», ambos de Reconquista.
Ha publicado varias obras, incluyendo «Ver al Mar y otros cuentos», «Mate Cocido se escribe con C» (junto a su reedición con ilustraciones del artista Miguel Ahumada), «Como un árbol junto al río» y «Los caminos del agua». La más reciente, su novela «Hasta la raíz», recibió una mención en el concurso Alcides Greca en 2023.
En 2018, participó en la redacción del libro «Mujeres de mi tierra» publicado por la Subsecretaría de Políticas de Género del Ministerio de Desarrollo Social de Santa Fe, escribiendo sobre Magdalena Tainturier. Desde 2018, Pedernera codirige La Ochava, una editorial centrada en autores locales, que ha publicado más de 10 libros. Participa activamente en eventos culturales, como «Gente del Agua», la feria del libro anual en Reconquista.

## Obras
- Ver al Mar y otros cuentos (Rotary Club Santa Fe, 1985)
- Mate Cocido se escribe con C (2019, Semanario Reconquista)
- Como un árbol junto al río (2021, Alción)
- Los caminos del agua (2022, Alción)
- Si tiene tiempo le cuento la historia de mate cocido (2022, Ramos Generales)
- Hasta la raíz (2024, Alción)

## Reconocimientos
Además del premio «Carlos Eduardo Carranza», Pedernera ha recibido otros premios y menciones a lo largo de su carrera. Su más reciente reconocimiento incluye la mención en el concurso Alcides Greca en 2023 por su novela «Hasta la raíz».

## Vida personal
Reside en Reconquista desde 1975. Pedernera es Psicóloga, egresada de la Universidad Nacional de Rosario, y ha ejercido su profesión tanto en el ámbito privado como en el Hospital de Reconquista. Ha dictado cátedra en el Instituto Superior de Profesorado Nº 4 «Ángel Cárcano».